# Enneadi
Le Enneadi (in greco antico: Ἐννεάδες?, Enneádes), titolo completo Le sei Enneadi, è la raccolta degli scritti del filosofo Plotino, curata e pubblicata dal suo allievo e biografo Porfirio. Plotino fu un discepolo di Ammonio Sacca e assieme furono i fondatori del Neoplatonismo. La sua opera ha influenzato fortemente il pensiero occidentale e del Vicino Oriente.
Porfirio raccolse gli scritti di Plotino in cinquantaquattro trattati, i quali variano grandemente in lunghezza, soprattutto perché egli divise i testi originali mentre raggruppò altri assieme in modo da raggiungere il numero voluto: le Enneadi sono composte da 6 gruppi di 9 (in greco "ennea") trattati ciascuno. Porfirio ordinò i trattati seguendo uno schema ascensionale che parte dalle realtà inferiori in senso ontologico, le realtà mondane e la vita terrena, passa per i livelli metafisici come la provvidenza, gli elementi demonici, l'anima e le facoltà psichiche, il puro livello intellettivo e giunge, nell'ultimo trattato (VI 9), alla realtà divina suprema (l'Uno), fonte e meta di tutto l'Essere.
Tale ordinamento intendeva tracciare un percorso, per il lettore, diretto al superamento della condizione terrena e alla comprensione completa della filosofia.
La suddivisione dei trattati in capitoli, che troviamo nella versione attuale, è stata introdotta successivamente per opera di Marsilio Ficino, traduttore delle Enneadi dal greco al latino.

## Stile e scrittura di Plotino
La scrittura di Plotino è estremamente concisa e densa, a volte logica e analitica, altre volte estatica, mistica e ritmata quasi fosse un canto.
In alcuni tratti l'esposizione raggiunge livelli lirici notevoli, particolarmente suggestivi.
Spesso il filosofo parla per immagini, per allegorie o per simboli, con una grande attenzione ai miti e alla religiosità classica. Questa tecnica, nell'antichità, era finalizzata a favorire la comprensione profonda dei contenuti complessi.
La lettura dell'opera, complicata e impegnativa nel contenuto ed ermetica nell'esposizione, presuppone capacità di concentrazione e la conoscenza della filosofia antica e della mitologia greca.

## Struttura dell'opera
ENNEADE I
- Che cosa sono il vivente e l'uomo
- Le virtù
- La dialettica
- La felicità
- Se la felicità si accresca col tempo
- Il Bello
- Il primo Bene e gli altri beni
- La natura e l'origine del male
- Il suicidio razionale

ENNEADE II
- Il mondo
- Il movimento circolare
- L'influenza degli astri
- La materia
- Il potenziale e l'attuale
- Sostanza o qualità
- La mescolanza totale
- La visione, ovvero perché gli oggetti lontani sembrano piccoli
- Contro gli Gnostici

ENNEADE III
- Il destino
- La provvidenza I
- La provvidenza II
- Il demone che ci è toccato in sorte
- Eros
- L'impassibilità degli esseri incorporei
- L'eternità e il tempo
- La natura, la contemplazione e l'Uno
- Considerazioni varie

ENNEADE IV
- L'essenza dell'anima I
- L'essenza dell'anima II
- Problemi sull'anima I
- Problemi sull'anima II
- Problemi sull'anima III, o della visione
- Sensazione e memoria
- L'immortalità dell'anima
- La discesa dell'anima nei corpi
- Se tutte le anime sono un'anima sola

ENNEADE V
- Le ipostasi primarie
- Genesi e ordine delle cose che sono dopo il Primo
- Le ipostasi che conoscono e ciò che è al di là
- Come ciò che è dopo il Primo deriva dal Primo. Ancora sull'Uno
- Gli oggetti intellegibili non sono fuori dell'Intelligenza. Ancora sul Bene
- Ciò che è al di là dell'Essere non pensa. Il pensante di primo e di secondo grado
- Se esistano idee anche delle cose individuali
- Il Bello intelligibile
- L'Intelligenza, le idee, l'Essere

ENNEADE VI
- I generi dell'essere I
- I generi dell'essere II
- I generi dell'essere III
- L'essere uno e identico è tutt'intero da per tutto I
- L'essere uno e identico è tutt'intero da per tutto II
- I numeri
- Come è nata la molteplicità delle idee. Il Bene
- Volontà e libertà dell'Uno
- Il Bene e l'Uno

## Edizioni italiane
- Enneadi, 3 voll., testo greco a fronte, introduzione, testo critico, traduzione e note a cura di Giuseppe Faggin, Milano, Istituto Editoriale Italiano, 1947–1948; Milano, Nuovo Istituto Editoriale, 1982; 2ª ed., presentazione di Giovanni Reale, revisione finale dei testi di Roberto Radice, Collana I Classici del Pensiero. Sezione Filosofia Classica e Tardo-Antica, Milano, Rusconi, 1992-1996, ISBN 978-88-182-2020-9; 3ª ed., testo greco a fronte, presentazione e iconografia plotiniana di Giovanni Reale, revisione finale dei testi, appendici e indici di Roberto Radice, Collana Il pensiero occidentale, Milano, Bompiani, 2000, ISBN 978-88-452-9004-6.
- Enneadi, 4 voll., prima versione integra e commentario critico di Vincenzo Cilento, Collana Filosofi antichi e medievali, Bari, Laterza, 1947-1949. - nuova ed. riveduta, Collana Neopitagorici e Neoplatonici n.1, Napoli, Bibliopolis, 1986-2006, ISBN 978-88-708-8111-0.
- Enneadi (1-2), traduzione di C. Tondelli, a cura di P. Della Vigna, Mimesis, 1992.
- Enneadi, 2 voll., a cura di Mario Casaglia, Chiara Guidelli, Alessandro Linguiti, Fausto Moriani, prefazione di Francesco Adorno, Collezione Classici della Filosofia, Torino, UTET, 1997, ISBN 978-88-020-5209-0.
- Enneadi, testo greco a fronte, Saggio introduttivo, Prefazioni e note commento di Giovanni Reale, traduzione di Roberto Radice, con la «Vita di Plotino» di Porfirio a cura di Giuseppe Girgenti, Collana I Meridiani. Classici dello Spirito, Milano, Mondadori, 2002, ISBN 978-88-045-0313-2, pp.LXXX-2010; Collana I Classici del pensiero n.32, Mondadori, ottobre 2008.